# Kristin Thielemann
Kristin Thielemann (* 5. Juni 1978 in Hamburg) ist eine deutsche Musikerin, Fachbuchautorin und Pädagogin.  Seit 2008 schreibt sie für den Musikverlag Schott Music.

## Leben
Thielemann studierte Orchestermusik, Trompete und Musikpädagogik an der Musikhochschule Lübeck und war Stipendiatin der Richard-Wagner-Stiftung und der Münchner Philharmoniker. Bereits während des Studiums stand sie als Trompeterin im Orchester der Deutschen Oper Berlin unter Vertrag. Seit 2008 ist sie für den Verlag Schott Music tätig, wo sie Beiträge für Fachzeitschriften wie üben & musizieren verfasst, aber auch Notenausgaben für den musikpädagogischen Bereich veröffentlicht hat.
Ihr Ratgeber Jedes Kind ist musikalisch (Schott Music 2016) wurde ins Chinesische übersetzt und Voll motiviert! Erfolgsrezepte für Ihren Unterricht (Schott Music 2019) ist eine der meistverkauften Veröffentlichungen der praktischen Musikpädagogik.
Kristin Thielemann ist als Dozentin zu Gast an Hochschulen, Musikschulen, Universitäten und bei Musikakademien in Deutschland, Österreich, Südtirol und der Schweiz. Dort hält sie Fortbildungen zu den Themen Motivation und digitale Elemente im Präsenzunterricht Musik.
Sie ist Dozentin für die World Trumpet Society und hielt bei der virtuellen Konferenz 2021 einen Vortrag zum Thema Motivation und Trompetenunterricht. Während des Lockdowns in der Corona-Krise erreichte ihr Podcast zum Thema Online-Musikunterricht innerhalb weniger Wochen fünfstellige Hörerzahlen. Mittlerweile moderiert sie den Podcast Voll motiviert in Zusammenarbeit mit Schott Music und dem VdM Verband deutscher Musikschulen. Gäste waren hier etwa der Geiger David Garrett, der Pianist Martin Stadtfeld und der Trompeter Reinhold Friedrich.
Als Jurorin ist sie bei Musikwettbewerben für Kinder und Jugendliche in Deutschland, Österreich und der Schweiz tätig.
Am 9. Juni 2020 hielt sie mit „Voll motiviert“ das erste Web-Seminar in der Geschichte des Verlags Schott Music.

## Werke Noten
- Workbook 1 Trumpet World, Kristin Thielemann, Unterrichtswerke, Audio- und Videoaufnahmen mit Reinhold Friedrich, Schott Music, 2025
- Romantic Trumpet Duos, Kristin Thielemann (Hrsg.), Werke von Oskar Böhme, Anton Rubinstein u. a., zwei Trompeten mit Klavierbegleitung, Audio-Aufnahmen mit Prof. Reinhold Friedrich, Schott Music, April 2023[10]
- James Hook, Kristin Thielemann (Hrsg.), Sonatas and Concert Pieces, Trompete und Klavierbegleitung, Audio-Aufnahmen mit Prof. Reinhold Friedrich, Schott Music, 2018
- Easy Concert Pieces 3, Trompete und Klavierbegleitung, mit CD oder Audio-Download, Schott Music, 2018
- Easy Concert Pieces 2, Trompete und Klavierbegleitung, mit CD oder Audio-Download, Schott Music, 2017
- Easy Concert Pieces 1, Trompete und Klavierbegleitung, mit CD oder Audio-Download, Schott Music, 2017
- „Mein erstes Konzert / My First Concert“, Trompete und Klavierbegleitung, mit CD, Schott Music, 2016
- „Klassik für Kinder“, Trompete und Klavierbegleitung, mit CD, Schott Music, 2014
- „Krissis zauberhafte Liederkiste“ für Trompete in B, SpaethSchmid 2012
- P. Amandus Ivancic, Sonate in F-Dur, K.Thielemann (Hrsg.), SpaethSchmid 2011
- „Ausgewählte Werke für Trompete“ von Georg Friedrich Händel, K.Thielemann (Hrsg.), SpaethSchmid 2010
- „Morgen swingt der Weihnachtsmann“ für 3 Trompeten in B, SpaethSchmid, 2010
- „Morgen swingt der Weihnachtsmann“ für 3 Trompeten in C, SpaethSchmid, 2010
- „Morgen swingt der Weihnachtsmann“ für 3 Posaunen, SpaethSchmid, 2010
- „Morgen swingt der Weihnachtsmann“ für 3 Hörner in F oder Es, SpaethSchmid, 2010
- „Krissis Lieblingsduette aus Barock und Klassik“ für 2 Trompeten in B und C, SpaethSchmid, 2009
- „30 Happy Etüden“ für Trompete in B / in C, SpaethSchmid, 2008
- „Krissis wundervolle Weihnachtsliedersammlung“ für 2 Trompeten in B, SpaethSchmid, 2007
- „Krissis wundervolle Weihnachtsliedersammlung“ für 2 Trompeten in C, SpaethSchmid, 2007
- „Krissis wundervolle Weihnachtsliedersammlung“ für 2 Posaunen, SpaethSchmid, 2007
- „Zirkusmarsch“ in „6 Ausgewählte Trios für Trompeten“, Koch Universal Musikverlag, 2001

## Werke Musikpädagogik
- „Voll entspannt. Ruhe und Konzentration für Ihren Musikunterricht“, Fachbuch Musikpädagogik, Schott Music, 2025
- „Digital jetzt! Wie Sie Ihren Unterricht medial bereichern“, üben&musizieren Spezial, Fachbuch Musikpädagogik, 2022, Schott Music
- „Ganz schön wild - Besondere Schüler entspannt unterrichten“, üben&musizieren Spezial, Fachbuch Musikpädagogik, 2021, Schott Music
- „Voll motiviert - Erfolgsrezepte für Ihren Unterricht“, üben&musizieren Spezial, Fachbuch Musikpädagogik, 2019, Schott Music
- „Jedes Kind ist musikalisch“, Eltern-Ratgeber, Fachbuch, 2016, Schott Music

## Texte Musikpädagogik
- „Demokratie braucht Musikpädagogik“, üben & musizieren, 04/2025, Schott Music
- „Ruhe auf Knopfdruck – Unterrichtsstörungen und Disziplinkonflikte in Musiziergruppen mit Kindern“, üben & musizieren, 04/2025, Schott Music
- „Die Philosophie des Übens“, Brawoo 1_2025, Stretta Journal, 2025
- „Das Üben von morgen. Netzwerkbasiertes Lernen, Flipped Classroom und projektorientierter Unterricht“, üben & musizieren, 03/2023, Schott Music
- „Was machen Sie in Ihren Ferien?“, Artikel über musikalische Familienferien, üben & musizieren, 02/2014, Schott Music
- „Ich komponiere meine Etüden selbst“, Fachartikel über Komponieren mit Anfängerschülern im Instrumentalunterricht, üben & musizieren, 05/2013, Schott Music
- „Allein unter Schweizern“, Beitrag über das Schweizer Musikschulsystem, üben & musizieren, 03/2013, Schott Music
- „Ratgeber und Erinnerungsstück - Eine Schülerzeitung an der Musikschule“, Bericht, üben & musizieren, 04/2012
- „Outdoor-Unterricht“, Bericht über Instrumentalunterricht im Freien, üben & musizieren, 01/2012, Schott Music
- „Tröten hoch vier“, Fachartikel über instrumentalen Gruppenunterricht, üben & musizieren, 02/2011, Schott Music